# María José
María José é uma telenovela mexicana produzida por Valentín Pimstein para a Televisa e exibida pelo El Canal de las Estrellas entre 15 de setembro de 1978 e 26 de janeiro de 1979.
Era uma mini telenovela semanal exibida nas sextas feiras às 17:30.
Foi protagonizada por Fanny Cano e Fernando Luján.

## Elenco
- Fanny Cano - María José
- Fernando Luján - El Jaiba[2]
- Blanca Sánchez - Nadia
- Leonardo Daniel - Alfredo
- Gregorio Casal - Pablo
- Antonio Medellín
- Víctor Junco
- Eugenia Avendaño
- Víctor González
- Sonia Esquivel
- Susana Dosamantes